# Rionansa
Rionansa tỉnh và cộng đồng tự trị Cantabria, phía bắc Tây Ban Nha. Đô thị Rionansa có diện tích là 118,02 ki-lô-mét vuông, dân số năm 2009 là 1113 người với mật độ 9,43 người/km². Đô thị này có cự ly 73 km so với Santander.